# Hotell Favoriten
Hotell Favoriten är ett svenskt barnprogram på TV4 som sändes under 2002. I programmet fick man följa livet på världens högst belägna hotell, "Hotell Favoriten" och dess gäster och personal. I receptionen arbetar Rafet spelad av Tobias Blom. Vaktmästaren och pizzabagaren är Nettan spelad av Caroline Kull. Nettans stamkund är Greven spelad av Micke Dubois.